# Regulátor kyselosti

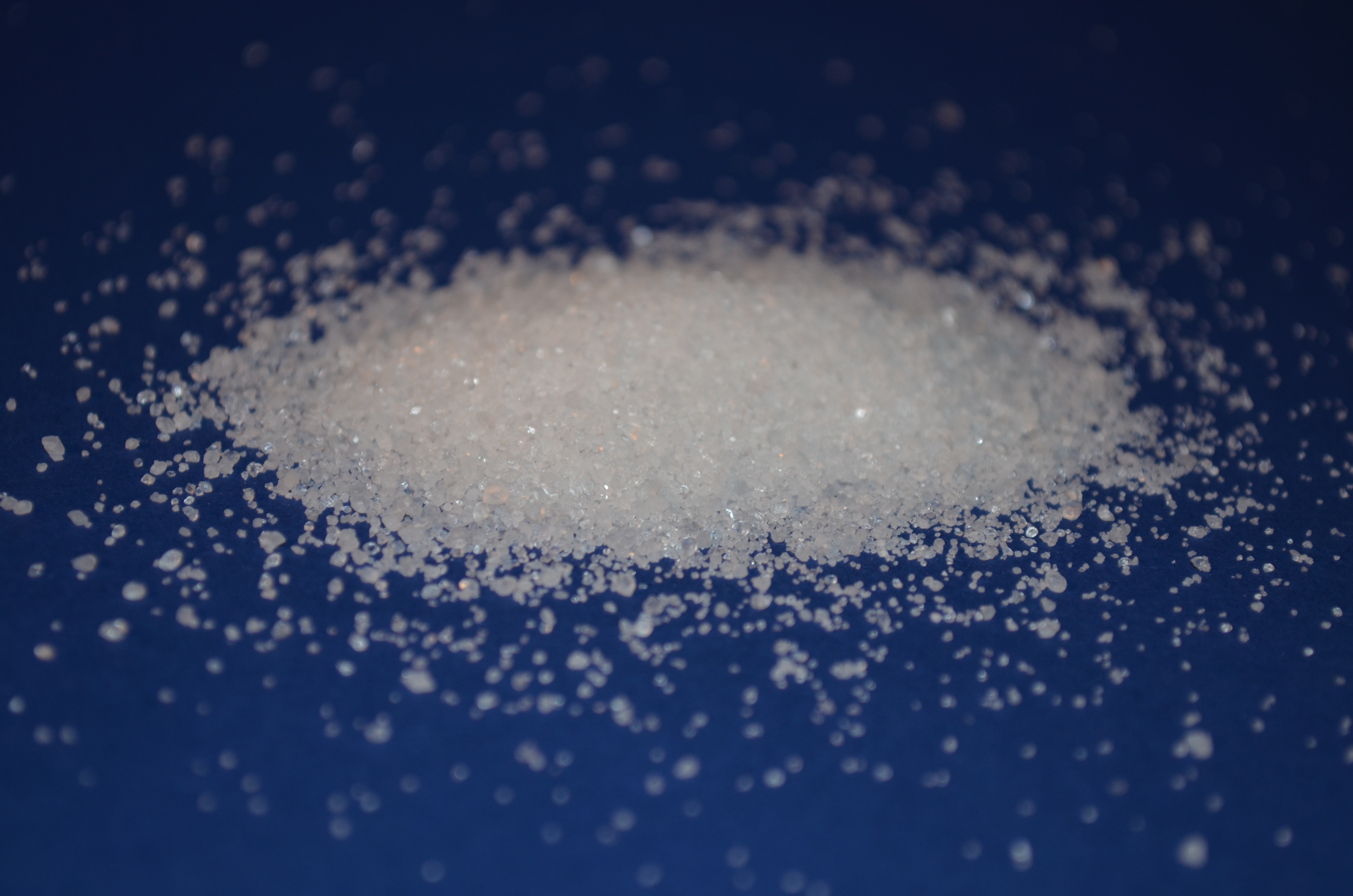
Bezvodá kyselina citronová - regulátor kyselosti

Regulátory kyselosti jsou potravinářské přísady používané ke změně nebo udržování pH (kyselosti a zásaditosti). Mohou to být organické nebo minerální kyseliny, báze, neutralizační činidla nebo pufrovací činidla. Regulátory kyselosti jsou označovány jako potravinářské přídatné látky (éčka).

## Zástupci
Seznam regulátorů kyselosti schválených v EU:
| E číslo (čísla) | Látka (látky)                  |
| --------------- | ------------------------------ |
| E 170           | Uhličitan vápenatý             |
| E 260–263       | Kyselina octová a octany       |
| E 270           | Kyselina mléčná                |
| E 296           | Kyselina jablečná              |
| E 297           | Kyselina fumarová              |
| E 325–327       | Mléčnany                       |
| E 330–333       | Kyselina citronová a citráty   |
| E 334–337       | Kyselina vinná a vínany        |
| E 339–341       | Fosforečnany                   |
| E 350–352       | Jablečnany                     |
| E 450–452       | Di-, tri- a polyfosforečnany   |
| E 500–504       | Uhličitany                     |
| E 507           | Kyselina chlorovodíková        |
| E 513–517       | Kyselina sírová a sírany       |
| E 524–528       | Hydroxidy                      |
| E 529–530       | Oxidy                          |
| E 355–357       | Kyselina adipová a adipany     |
| E 574–578       | Kyselina glukonová a glukonáty |